# Departament Północno-Zachodni

Departament Północno-Zachodni (Nord-Ouest) – jeden z dziesięciu departamentów, na jakie podzielone jest Haiti. Departament położony jest w północno-zachodniej części kraju. Zajmuje powierzchnię 2176 km² i jest zamieszkany przez 488 000 osób (2002). Stolicą jest Port-de-Paix. W granicach departamentu znajduje się wyspa Tortuga.
Z wyjątkiem Tortugi oraz fragmentu wybrzeża wokół Port-de-Paix, północno-zachodnia część kraju jest jałowa i nieurodzajna. Stolica departamentu, Port-de-Paix, niegdyś duży ośrodek eksportu bananów i kawy, dziś stanowi centrum przemytu amerykańskich produktów.
Departament dzieli się na 3 arrondissement
1. Môle Saint-Nicolas
2. Port-de-Paix
3. Saint-Louis-du-Nord